# 1808
| [ Edytuj tabelę ]              | |
| Książę Warszawski              | - 1807 Fryderyk August I 1815 |
| Emir Afganistanu               | - 1803 Szudża Szah Durrani 1809 |
| Współksiążęta Andory           | - 1797 Francesc Antoni de la Dueña y Cisneros 1812 - 1806 Napoleon Bonaparte 1812                                                                                                  |
| Cesarz Austrii                 | - 1804 Franciszek II Habsburg 1835 |
| Król Bawarii                   | - 1805 Maksymilian I Józef 1825 |
| Sułtan Brunei                  | - 1807 Muhammad Kanzul Alam 1829 |
| Cesarz Chin                    | - 1796 Jiaqing 1820 |
| Król Czech                     | - 1792 Franciszek II Habsburg 1835 |
| Król Danii                     | - 1766 Chrystian VII 1808 - 1808 Fryderyk VI 1839 |
| Dalajlama                      | - 1806 Lungtok Gjaco 1815 |
| Władca Egiptu                  | - 1805 Muhammad Ali 1848 |
| Cesarz Francuzów               | - 1804 Napoleon Bonaparte 1814 |
| Prezydent Haiti                | - 1807 Henri Christophe 1811 - 1806 Alexandre Pétion 1818 |
| Król Hiszpanii                 | - 1788 Karol IV 1808 - 1808 Józef Bonaparte 1813 |
| Król Holandii                  | - 1806 Ludwik Bonaparte 1810 |
| Szach Iranu                    | - 1797 Fath Ali Szah 1834 |
| Państwo Wielkich Mogołów       | - 1806 Akbar Szah II 1837 |
| Król Irlandii                  | - 1760 Jerzy III Hanowerski 1820 |
| Cesarz Japonii                 | - 1779 Kōkaku 1817 |
| Kalif                          | - 1807 Mustafa IV 1808 - 1808 Mahmud II 1839 |
| Patriarcha Konstantynopola     | - 1806 Grzegorz V 1808 - 1808 Kallinik IV 1809 |
| Władca Korei                   | - 1800 Sunjo 1834 |
| Emir Kuwejtu                   | - 1762 Abd Allah I 1814 |
| Książę Liechtensteinu          | - 1805 Jan I 1836 |
| Sułtan Maroka                  | - 1792 Maulaj Sulajman 1822 |
| Król Nepalu                    | - 1799 Girvan Yudha 1816 |
| Premier Nepalu                 | - 1806 Bhimsen Thapa 1837 |
| Król Norwegii                  | - 1784 Fryderyk VI 1814 |
| Sułtan Omanu                   | - 1807 Sa’id ibn Sultan 1856 |
| Papież                         | - 1800 Pius VII 1823 |
| Król Portugalii                | - 1777 Maria I 1816 |
| Król Prus                      | - 1797 Fryderyk Wilhelm III 1840 |
| Car Rosji                      | - 1801 Aleksander I 1825 |
| Król Saksonii                  | - 1806 Fryderyk August I 1827 |
| Kapitanowie Regenci San Marino | - 1807 Camillo Bonelli Livio Casali 1808 - 1808 Marino Giangi Matteo Martelli 1808 - 1808 Federico Gozi Pier Antonio Damiani 1809 - 1808 Francesco Giannini Vincenzo Belzoppi 1809 |
| Król Sardynii                  | - 1802 Wiktor Emanuel I 1821 |
| Król Szwecji                   | - 1792 Gustaw IV Adolf 1809 |
| Król Tajlandii                 | - 1782 Buddha Yodfa Chulalok 1809 |
| Sułtan Turków                  | - 1807 Mustafa IV 1808 - 1808 Mahmud II 1839 |
| Prezydent USA                  | - 1801 Thomas Jefferson 1809 |
| Król Węgier                    | - 1792 Franciszek 1835 |
| Monarcha Wielkiej Brytanii     | - 1760 Jerzy III 1820 |
| Premier Wielkiej Brytanii      | - 1807 William Cavendish-Bentinck 1809 |
| Cesarz Wietnamu                | - 1802 Gia Long 1820 |
| Król Włoch                     | - 1805 Napoleon I 1814 |

Rok 1808 / MDCCCVIII
stulecia: XVIII wiek ~
XIX wiek ~
XX wiek

dziesięciolecia:
1770–1779 •
1780–1789 •
1790–1799 •
1800–1809
• 1810–1819
• 1820–1829
• 1830–1839

lata: 1798 «
1803 «
1804 «
1805 «
1806 «
1807 «
1808
» 1809
» 1810
» 1811
» 1812
» 1813
» 1818

## Wydarzenia w Polsce
- 1 maja – w Księstwie Warszawskim i Wolnym Mieście Gdańsku wszedł w życie Kodeks Napoleona.
- 8 maja – została podpisana umowa Napoleona z rządem Księstwa Warszawskiego o przyjęciu na żołd francuski 8 tysięcy żołnierzy polskich.
- 20 czerwca – na skutek intryg i fałszywych pomówień niektórych wysokich urzędników państwowych i wojskowych deportowano z Warszawy do Kostrzyna nad Odrą jako groźnych przestępców – 36. redemptorystów – benonitów ze św. Klemensem Marią Hofbauerem na czele.
- Sierpień – Dywizja Księstwa Warszawskiego wyrusza na wojnę do Hiszpanii.
- 2 września – założono Archiwum Ogólne Krajowe (ob. Archiwum Główne Akt Dawnych).
- 1 października – w Warszawie została powołana Szkoła Prawa Księstwa Warszawskiego, w 1816 r. wcielona do Uniwersytetu Warszawskiego.
- 19 listopada – do Wrocławia przyłączono okoliczne tereny, zwiększając powierzchnię miasta z 3,55 do 20,5 km².
- Powstaje pierwsza huta cynku w Jaworznie.
- Lubniewice otrzymały prawa miejskie.

## Wydarzenia na świecie
- 1 stycznia – w Stanach Zjednoczonych zakazano importu niewolników.
- 7 stycznia – ustanowiono austriacki Order Leopolda.
- 26 stycznia – w australijskiej Nowej Południowej Walii doszło do tzw. puczu rumowego i uwięzienia gubernatora, dokonanego przez zbuntowanych oficerów New South Wales Corps.
- 21 lutego – wojska rosyjskie wtargnęły do zajmowanej przez Szwecję Finlandii.
- 29 lutego – wojny napoleońskie w Hiszpanii i Portugalii: kapitulacja obrońców twierdzy Montjuïc w Barcelonie przed wojskami francuskimi.
- 13 marca – Fryderyk VI został królem Danii i Norwegii.
- 14 marca – wybuchła wojna duńsko-szwedzka.
- 19 marca – król Hiszpanii Karol IV abdykował na rzecz swego syna Ferdynanda VII.
- 24 marca – wojny napoleońskie w Hiszpanii i Portugalii: Francuzi wkroczyli do Madrytu, tłumiąc hiszpańskie powstanie przeciw Napoleonowi.
- 6 kwietnia – John Jacob Astor założył American Fur Company zajmującą się pozyskiwaniem i handlem cennymi futrami dzikich zwierząt odławianych przez Indian i białych.
- 8 kwietnia – papież Pius VII utworzył diecezje: Bardstown, Boston, Filadelfia i Nowy Jork.
- 18 kwietnia – wojna rosyjsko-szwedzka: zwycięstwo wojsk szwedzkich w bitwie pod Siikajoki.
- 2-3 maja – w Madrycie wybuchło antynapoleońskie powstanie.
- 3 maja: 
  - wojna rosyjsko-szwedzka: kapitulacja szwedzkiej twierdzy Sveaborg.
  - wojny napoleońskie w Hiszpanii i Portugalii: Francuzi rozstrzelali kilkuset powstańców madryckich.
- 10 maja – został zawarty układ w Bajonnie między Francją a Księstwem Warszawskim w sprawie długów pruskich.
- 22 maja – w okolicy wsi Stonařov koło Igławy w Czechach spadł deszcz meteorytów.
- 6 czerwca:
  - Józef Bonaparte został królem Hiszpanii.
  - wojny napoleońskie w Hiszpanii i Portugalii: zwycięstwo Hiszpanów w bitwie pod El Bruc.
- 12 czerwca – wojny napoleońskie w Hiszpanii i Portugalii: zwycięstwo wojsk napoleońskich nad hiszpańskimi w bitwie pod Cabezón.
- 14 czerwca – wojny napoleońskie w Hiszpanii i Portugalii: Hiszpanie odparli francuski atak w II bitwie pod Bruc.
- 15 czerwca:
  - francuski marszałek Joachim Murat został mianowany, przez cesarza Francuzów Napoleona I Bonaparte, królem Neapolu.
  - wojny napoleońskie w Hiszpanii i Portugalii: rozpoczęło się francuskie oblężenie Saragossy.
- 14 lipca – wojny napoleońskie: wojska francuskie rozgromiły armię hiszpańską w bitwie pod Medina del Rio Seco.
- 18 lipca – wojny napoleońskie w Hiszpanii i Portugalii: rozpoczęła się bitwa pod Bailén.
- 28 lipca - Mahmud II został sułtanem Imperium Osmańskiego w następstwie obalenia Mustafy IV[1].
- 2 sierpnia – wojny napoleońskie w Hiszpanii i Portugalii: Józef Bonaparte opuszcza Madryt.
- 13 sierpnia – wojny napoleońskie w Hiszpanii i Portugalii: Hiszpanie odzyskują Madryt.
- 17 sierpnia – wojny napoleońskie w Hiszpanii i Portugalii: zwycięstwo wojsk portugalsko-brytyjskich w bitwie pod Roliçą.
- 30 października – Napoleon Bonaparte przybywa do Hiszpanii.
- 23 listopada – wojny napoleońskie w Hiszpanii i Portugalii: wojska francusko-polskie pokonały Hiszpanów w bitwie pod Tudelą.
- 30 listopada – bitwa pod Somosierrą: 248 szwoleżerów polskich pod dowództwem płk. Jana Kozietulskiego dokonało zwycięskiej szarży w hiszpańskim wąwozie Samosierra, otwierając wojskom francuskim drogę na Madryt.
- 4 grudnia – ponowne opanowanie Madrytu przez wojska francuskie.
- 20 grudnia – początek drugiego oblężenia Saragossy.
- 22 grudnia – w Wiedniu odbyło się prawykonanie V symfonii Beethovena pod dyrekcją kompozytora.
- Listopad – wojna rosyjsko-perska (1804–1813) – drugie rosyjskie oblężenie Erywania również skończyło się niepowodzeniem.

## Urodzili się
- 13 stycznia – Salmon Chase, amerykański polityk, senator ze stanu Ohio (zm. 1873)
- 15 stycznia – Marceli Tarnawiecki, polski ziemianin, prawnik, adwokat, działacz społeczny (zm. 1886)
- 18 stycznia – Sabina Grzegorzewska, polska pamiętnikarka (zm. 1872)
- 3 lutego – Maria Sachsen-Weimar-Eisenach, księżna pruska (zm. 1877)
- 4 lutego:
  - Wincenty Dunin-Marcinkiewicz, poeta polsko-białoruski, założyciel nowej literatury białoruskiej (zm. 1884)
  - Josef Kajetán Tyl, czeski pisarz i dramaturg, współtwórca hymnu Czech (zm. 1856)
- 20 lutego – Piotr Borie, francuski misjonarz, biskup, męczennik, święty katolicki (zm. 1838)
- 26 lutego – Honoré Daumier, francuski malarz, grafik, rysownik i rzeźbiarz (zm. 1879)
- 5 marca – Szymon Konarski, polski działacz niepodległościowy, powstaniec listopadowy (zm. 1839)
- 20 kwietnia – Karol Ludwik Napoleon Bonaparte, prezydent Francji i Cesarz Francuzów (jako Napoleon III) (zm. 1873)
- 3 czerwca – Jefferson Davis, polityk amerykański, prezydent Skonfederowanych Stanów Ameryki (zm. 1889)
- 10 czerwca – Frederik Kaiser, holenderski astronom (zm. 1872)
- 24 czerwca – Jan Prosper Witkiewicz, współorganizator stowarzyszenia „Czarni Bracia”, carski wysłannik do Azji Środkowej (zm. 1839)
- 21 lipca – Simion Bărnuţiu, rumuński historyk, filozof, prawnik i polityk (zm. 1864)
- 25 lipca – Jan Jakub Fernandez, hiszpański franciszkanin, misjonarz, męczennik, błogosławiony katolicki (zm. 1860)
- 3 sierpnia – Hamilton Fish, amerykański polityk, senator ze stanu Nowy Jork (zm. 1893)
- 24 sierpnia – Charles Benedict Calvert, amerykański polityk, kongresman ze stanu Maryland (zm. 1864)
- 5 września – Ludwig Becker, niemiecki podróżnik, przyrodnik i artysta, od 1851 roku mieszkający w Australii (zm. 1861)
- 7 września – William Lindley, brytyjski inżynier, twórca Filtrów Lindleya (zm. 1900)
- 2 listopada – Jules Amédée Barbey d’Aurevilly, francuski pisarz, poeta, publicysta i wpływowy krytyk literacki (zm. 1889)
- 29 grudnia – Andrew Johnson, siedemnasty prezydent USA (zm. 1875)
- data dzienna nieznana: 
  - Andrzej Chŏng Hwa-gyŏng, koreański męczennik, święty katolicki (zm. 1840)
  - Michał Szweycer, polski fotograf, towiańczyk, powstaniec (zm. 1871)
  - Nimatullah al-Hardini, libański zakonnik, święty katolicki (zm. 1858)

## Święta ruchome
- Tłusty czwartek: 25 lutego
- Ostatki: 1 marca
- Popielec: 2 marca
- Niedziela Palmowa: 10 kwietnia
- Wielki Czwartek: 14 kwietnia
- Wielki Piątek: 15 kwietnia
- Wielka Sobota: 16 kwietnia
- Wielkanoc: 17 kwietnia
- Poniedziałek Wielkanocny: 18 kwietnia
- Wniebowstąpienie Pańskie: 26 maja
- Zesłanie Ducha Świętego: 5 czerwca
- Boże Ciało: 16 czerwca